# 제6SS산악사단 노르트
제6SS산악사단 노르트(독일어: 6. SS-Gebirgs-Division „Nord“)는 나치 독일 무장친위대의 사단 중 하나이다. 1941년 2월 친위대 전투단 노르트(SS Kampfgruppe Nord)라는 이름으로 만들어져 그해 9월 사단으로 승격되었다.
노르트 사단은 1941년 6월에서 11월 사이에 핀란드 및 러시아 북부에 배치되었으며, 북극권에서 싸운 유일한 무장친위대 병력이다. 노르트 사단은 1944년 9월 핀란드가 소련과 단독 휴전(모스크바 휴전 협정)하기 전까지 카렐리야 지역에서 싸웠다. 이후 1,600 km를 행군하여 노르웨이로 탈출, 12월 덴마크에 도착했다가 서부 독일에 배치되었다. 1945년 1월 북풍 작전 공세에 참여했으며 이때 큰 피해를 입었다. 노르트 사단은 1945년 4월 초 부딩겐 근교에서 미 제71보병사단과 며칠에 걸쳐 교전한 끝에 궤멸되었다.